# Giải văn học quốc tế Neustadt
Giải văn học quốc tế Neustadt (tiếng Anh: Neustadt International Prize for Literature) là một giải thưởng văn học quốc tế của Hoa Kỳ do trường Đại học Oklahoma và tạp chí văn học quốc tế World Literature Today của trường tài trợ. Giải này được coi là một trong các giải thưởng văn học quốc tế uy tín nhất, thường được so sánh với giải Nobel Văn học và được coi là "giải Nobel Hoa Kỳ", vì trong 42 năm qua của giải, đã có 30 người - hoặc đoạt giải, hoặc là ứng viên hay tham gia ban giám khảo giải này - đã đoạt giải Nobel Văn học.

## Lịch sử
Giải văn học quốc tế Neustadt được thành lập ban đầu như "Giải quốc tế sách văn học nước ngoài" vào năm 1969 bởi Ivar Ivask, chủ biên mục Sách nước ngoài. Sau đó, giải được đặt tên lại là "Giải Neustadt cho sách nước ngoài" (Books Abroad/Neustadt Prize), tới năm 1976 được đặt tên lại như tên hiện nay. Đây là giải thưởng văn học quốc tế đầu tiên với tầm vóc lớn phát sinh ở Hoa Kỳ, và là một trong số rất ít giải thưởng quốc tế dành cho cả ba thể loại tiểu thuyết, thơ và kịch bản.
Giải này được trao mỗi 2 năm, bắt đầu từ năm 1970. Cũng giống như giải Man Booker quốc tế, giải này không dành cho một tác phẩm riêng rẽ, mà vinh danh toàn bộ tác phẩm của một tác giả.

## Giải thưởng
Giải thưởng gồm một lông vũ bằng bạc của chim đại bàng, một bằng chứng nhận và khoản tiền 50.000 dollar Mỹ. Người hiến tặng vốn cho giải này là Walter và Doris Neustadt ở Ardmore, Oklahoma bảo đảm cung cấp vốn vĩnh viễn cho giải.
Điều lệ giải Neustadt quy định là giải này được trao để công nhận những thành tựu xuất sắc trong các thể loại văn học hư cấu, thơ hoặc kịch, và chỉ căn cứ trên giá trị văn học. Mọi tác phẩm văn học viết bằng bất cứ ngôn ngữ nào của một tác giả còn sống đều đủ điều kiện để được xét chọn, miễn là ít nhất một phần tiêu biểu của tác phẩm có thể dịch sang tiếng Anh – ngôn ngữ sử dụng trong các cuộc thảo luận của ban giám khảo. Giải có thể dùng để vinh danh thành tựu suốt đời hoặc để hướng sự chú ý vào toàn bộ tác phẩm còn đang phát triển. Giải này không dành cho ứng viên tự đề cử.

## Việc tuyển chọn
Các ứng viên được tuyển chọn bởi một ban giám khảo gồm ít nhất là 7 thành viên. Việc tuyển chọn không bị giới hạn bởi khu vực địa lý, ngôn ngữ hoặc thể loại văn học.
Giải văn học quốc tế Neustadt là giải thưởng văn học quốc tế duy nhất có tầm vóc lớn bắt nguồn từ Hoa Kỳ. Đây cũng là một trong số ít giải thưởng quốc tế dành cho cả nhà thơ, tiểu thuyết gia lẫn kịch tác gia.

## Những người đoạt giải
| Năm  | Tên                      | Quốc gia               | Ngôn ngữ          |             |
| ---- | ------------------------ | ---------------------- | ----------------- | ----------- |
| 1970 | Giuseppe Ungaretti       | Ý                      | tiếng Ý           |             |
| 1972 | Gabriel García Márquez   | Colombia               | tiếng Tây Ban Nha |             |
| 1974 | Francis Ponge            | Pháp                   | tiếng Pháp        |             |
| 1976 | Elizabeth Bishop         | Hoa Kỳ                 | tiếng Anh         |             |
| 1978 | Czesław Miłosz           | Ba Lan                 | tiếng Ba Lan      |             |
| 1980 | Josef Škvorecký          | Tiệp Khắc/ Canada      | tiếng Séc         |             |
| 1982 | Octavio Paz              | México                 | tiếng Tây Ban Nha |             |
| 1984 | Paavo Haavikko           | Phần Lan               | tiếng Phần Lan    |             |
| 1986 | Max Frisch               | Thụy Sĩ                | tiếng Đức         |             |
| 1988 | Raja Rao                 | Ấn Độ/ Hoa Kỳ          | tiếng Anh         |             |
| 1990 | Tomas Tranströmer        | Thụy Điển              | tiếng Thụy Điển   |             |
| 1992 | João Cabral de Melo Neto | Brasil                 | tiếng Bồ Đào Nha  |             |
| 1994 | Edward Kamau Brathwaite  | Barbados               | tiếng Anh         |             |
| 1996 | Assia Djebar             | Algérie                | tiếng Pháp        |             |
| 1998 | Nuruddin Farah           | Somalia                | tiếng Anh         |             |
| 2000 | David Malouf             | Úc                     | tiếng Anh         |             |
| 2002 | Álvaro Mutis             | Colombia               | tiếng Tây Ban Nha |             |
| 2004 | Adam Zagajewski          | Ba Lan                 | tiếng Ba Lan      |             |
| 2006 | Claribel Alegría         | Nicaragua/ El Salvador | tiếng Tây Ban Nha |             |
| 2008 | Patricia Grace           | New Zealand            | tiếng Anh         |             |
| 2010 | Duo Duo                  | Trung Quốc             | tiếng Trung Quốc  |             |
| 2012 | Rohinton Mistry          | Ấn Độ/ Canada          | Tiếng Anh         |             |
| 2014 | Mia Couto                | Mozambique             | Tiếng Bồ Đào Nha  | [ 8 ] [ 9 ] |